# Piper carautensei
Piper carautensei é uma espécie de planta do gênero Piper e da família Piperaceae. 

## Taxonomia
A espécie foi descrita em 2009 por Micheline Carvalho-Silva e Elsie Franklin Guimarães. Seu epíteto específico homenageou o biólogo J.P. Carauta, que coletou o primeiro espécime. 
O seguinte sinônimo já foi catalogado:  
- Ottonia peltata  E.F.Guim. & Ichaso

## Forma de vida
É uma espécie terrícola e arbustiva. 

## Descrição
Arbusto piloso, quando jovem glabrescente; pecíolo 0,7-1,3 centímetros de comprimento, viloso; lâmina foliar com nervuras secundárias 10-12 pares, dispostas até o ápice, eciliada; pedúnculo piloso 0,4-0,5 centímetros de comprimento; racemo 5,5-10 centímetros de comprimento; bráctea floral com pedicelo glabro.  
| Caule                    | Caule                                   |
| ------------------------ | --------------------------------------- |
| crescimento              | ereto                                   |
| tricoma                  | presente                                |
| Folha                    |                                         |
| pecíolo com bainha       | basal                                   |
| superfície               | lisa                                    |
| glândula                 | inconspícua                             |
| forma                    | ovada                                   |
| ápice                    | acuminado                               |
| simetria da base         | sub simétrica                           |
| base                     | arredondada/peltada                     |
| tricoma                  | presente na adaxial/presente na abaxial |
| nervação                 | eucamptódroma/broquidódroma             |
| disposição das nervuras  | até o ápice                             |
| Inflorescência           |                                         |
| tipo                     | racemo                                  |
| orientação               | ereta                                   |
| Flor                     |                                         |
| forma da bráctea floral  | sacado galeada                          |
| margem da bráctea floral | glabra                                  |
| Fruto                    |                                         |
| forma e superfície       | ovoide/tetragonal                       |
| ápice                    | agudo                                   |
| estilete                 | estilete com 4 estigma                  |
| tricoma                  | ausente                                 |

## Conservação
A espécie faz parte da Lista Vermelha das espécies ameaçadas do estado do Espírito Santo, no sudeste do Brasil. A lista foi publicada em 13 de junho de 2005 por intermédio do decreto estadual nº 1.499-R. 

## Distribuição
A espécie é encontrada nos estados brasileiros de Espírito Santo e São Paulo. 
A espécie é encontrada no domínio fitogeográfico de Mata Atlântica, em regiões com vegetação de floresta ombrófila pluvial.